# Saccoglossus borealis
Saccoglossus borealis är en djurart som tillhör fylumet svalgsträngsdjur, och som beskrevs av Toru Okuda och Yamada 1955. Saccoglossus borealis ingår i släktet Saccoglossus och familjen Harrimaniidae. Inga underarter finns listade i Catalogue of Life.